# خوان كارلوس مولينا
خوان كارلوس مولينا (بالإسبانية: Juan Carlos Molina)‏ (22 فبراير 1955 في الأرجنتين - ) هو لاعب كرة قدم أرجنتيني في مركز الوسط. لعب مع فيرو كاريل أويستي ولوس أنديس وتورونتو بليزارد وكالغاري بومرز وتامبا باي راوديز.

## وصلات خارجية
- خوان كارلوس مولينا على موقع قاعدة بيانات كرة القدم.إي يو (الإنجليزية)